# Callopanchax
Callopanchax is een geslacht van straalvinnige vissen uit de familie van killivisjes (Aplocheilidae).

## Soort
- Callopanchax huwaldi (Berkenkamp & Etzel, 1980)
- Callopanchax monroviae (Roloff & Ladiges, 1972)
- Callopanchax occidentalis (Clausen, 1966)
- Callopanchax sidibeorum Sonnenberg & Busch, 2010
- Callopanchax toddi (Clausen, 1966)